# Mededeelingen van "Chirojeugd"

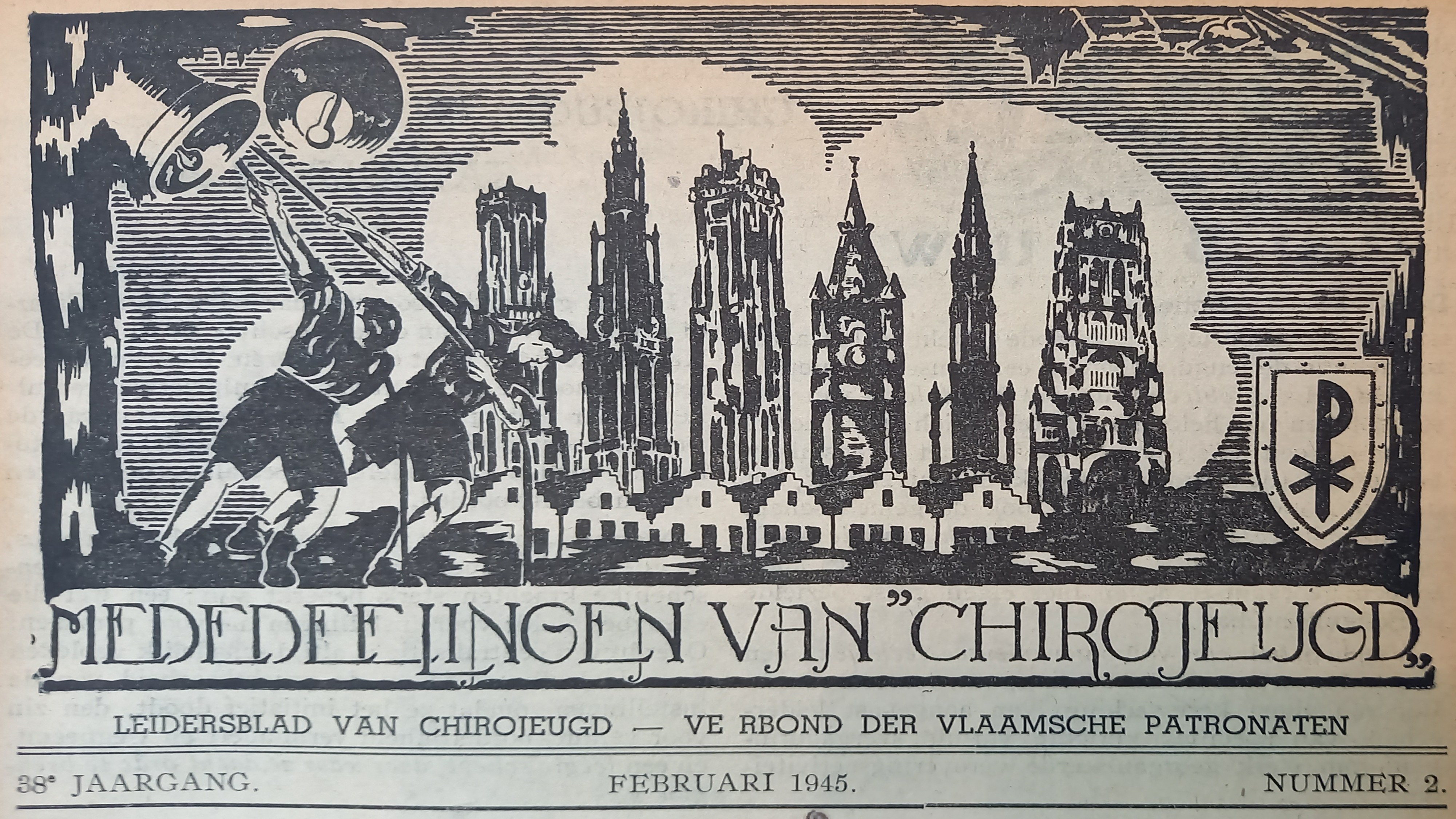
Mededeelingen van "Chirojeugd" februari 1945

Mededeelingen van "Chirojeugd" was het nationaal ledenblad van Chirojeugd Vlaanderen voor jongens van 1941 tot 1946.
Het gestencilde leidingsblad "Mededeelingen van Chirojeugd" verscheen voor het eerst in maart 1941 op 450 exemplaren, in opvolging van het blad Het Katholiek Patronaat. Het was een initiatief van de Antwerpse studiekring bestaande uit Albert Peeters, Ward Van Roey en Arie Peeters, die zich hiermee opwierp als Landbond van de Chiro. Het uitgeven van tijdschriften was tijdens de oorlog verboden, toch werd dit sluikschrift verdeeld onder leiding en proosten en werd opgeroepen om deel te nemen aan de leidersstudiedag van 1941 op Paasmaandag.
In Mededeelingen van Chirojeugd kwamen godsdienstige woorden en leidersvorming aan bod. Het bracht instructies hoe op een actieve manier het kerkelijk jaar kon gevierd worden. Hiervoor gebruikte men de methodiek van maandelijkse wachtwoorden, waarbij het bijhorend thema en de actiepunten en werd omschreven. Ongeveer een vijfde werd besteed aan richtlijnen voor de vendel-leidersvergaderingen, en verder werden bosspelen, of andere activiteiten uitgelegd.
Vanaf februari 1942 droeg het leidingsblad de torens van verschillende Belgische steden op de voorpagina, waaronder die van Brugge, Antwerpen, Mechelen, Gent, Brussel en Sint-Truiden. Deze torens symboliseerden de verspreiding van de Chirobeweging over Vlaanderen. De jaargangen volgden de nummering van Het Katholiek Patronaat op. In 1946 werd dit blad omgevormd tot het tijdschrift Gloed.